# Mont Asgard

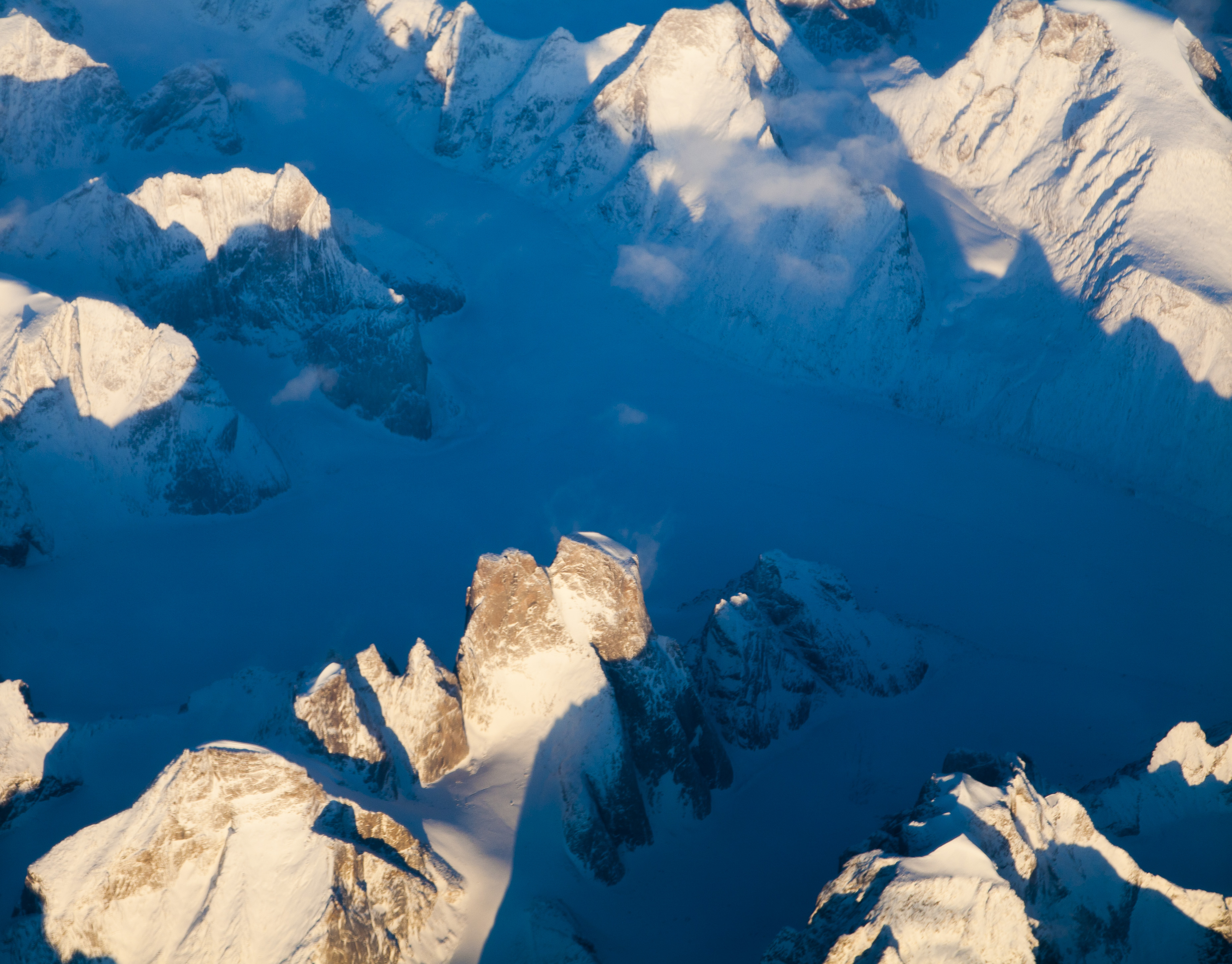
Foto aèria del Mont Asgard, foto de Doc Searls

El Mont Asgard és una muntanya bessona amb dues torres rocoses, cilíndriques i planes, separades per una sella. Es troba al Parc Nacional d'Auyuittuq, a la Península de Cumberland de l'Illa de Baffin, Nunavut, Canadà. El cim porta el nom d'Asgard, el regne dels déus en la mitologia nòrdica. El cim porta el nom d'Asgard, el regne dels déus en la mitologia nòrdica. El mont Asgard és potser el més famós de les Baffin Muntanyes.

## Història de l'escalada
El cim nord lleugerament més alt d'Asgard va ser ascendit per primera vegada el 1953 per J. Weber, J. Marmet i H. Röthlisberger, científics suïssos en l'expedició a l'illa Baffin de l'Institut Àrtic, dirigit pel canadenc P. Baird. El seu recorregut ascendia al costat est del cim nord, emprant una travessa d'escalada a través de camps de neu i costes de roca, per arribar a la sella entre els dos cims, i des d'allí fins a la part alta del cim nord. La ruta està classificada VI, 5.8 / 5.9 A1. Encara és la ruta més recorreguda i és la ruta estàndard de descens per als escaladors fent pujades més dures en altres cares.
El cim del sud va ser escalat el 1971 per G. Lee, R. Wood, P. Clanky, J. Pavur, Y. Kamisawa i P. Koch. Des d'aleshores, s'han instal·lat almenys 13 vies als dos cims, la majoria d'ells amb alta tècnica lliure i escalada d'ajuda, amb longituds que varien des dels 800 m fins als 1.200 m. Una de les rutes més notables va ser creada el 1975 per Charlie Porter com una escalada en solitari. Aquesta va ser "la primera escalada moderna de Baffin, moderna, multidivisiva, tècnica", amb 40 camps classificats al grau VII, 5.10, A4 i va ser seguit per "un recorregut de 10 dies al cap del fiord sense menjar". El fet que tot això es va fer en solitari va ser "un assoliment notable".
L'any 1976, el doble de Rick Sylvester va realitzar un salt BASE, esquiaven la muntanya amb un paracaigudes de la Union Jack per la seqüència d'obertura de la pel·lícula de James Bond L'espia que em va estimar, el marc fictici era els Alps austríacs. L'equip d'especialistes i l'equip de la pel·lícula havien aconseguit el cim en helicòpter.